# Tulipa clusiana
Tulipa clusiana D.C. es una especie de tulipán perteneciente a la familia Liliaceae.

## Hábitat
Es nativa de Irán y hacia el este hasta los Himalayas y el Tíbet.  Crece en las laderas rocosas de las montañas.  

## Descripción
Es una de las especies de tulipán más antiguas en cultivo. 
Se trata de una especie herbácea, perenne y bulbosa que alcanza los 3 a 4 dm de altura. Posee estolones subterráneos y hojas erectas, estrechas y glaucas. Las flores tienen de 4 a 5 cm de largo, con tépalos muy afilados de color blanco, crema o amarillo por dentro y rojizo por fuera. Florece a principios de la primavera. 

## Cultivo y usos

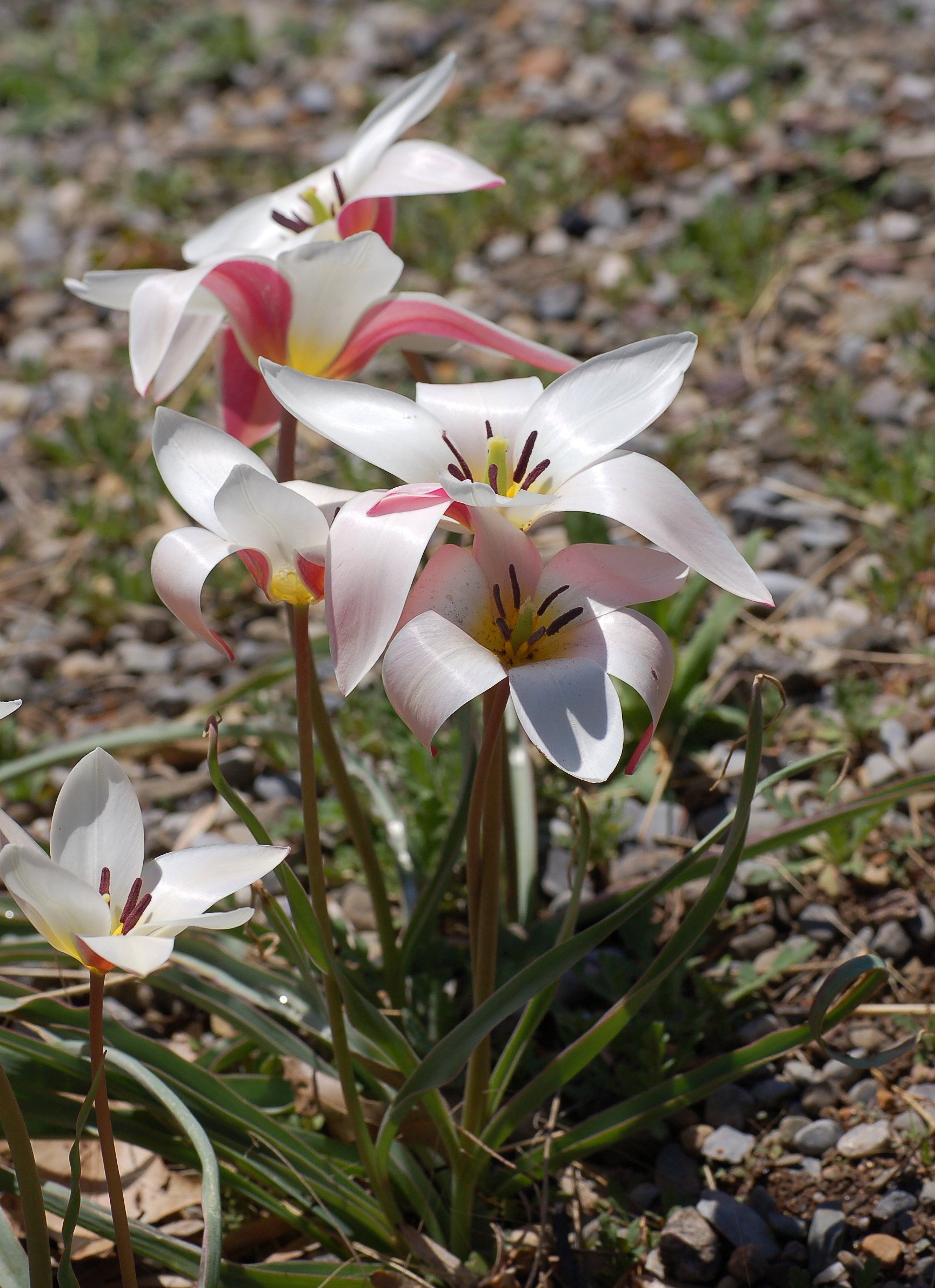
Tulipa clusiana, aspecto general de la planta.

Tulipa clusiana es una planta ornamental bastante popular en el sur de Europa. Es una de las pocas especies de tulipán que no requiere inviernos fríos y puede naturalizarse en climas mediterráneos. De hecho, T. clusiana se halla naturalizada en el sur de Europa. Es de cultivo fácil, en suelos bien drenados y en lugares soleados. Se la suele cultivar en rocallas. Debe permanecer sin riego durante el verano. Los bulbos se plantan en otoño a una profundidad de 15-20 cm. La multiplicación se realiza por separación de los estolones, mediante los que la planta se difunde en forma espontánea.

## Sinonimia
- Tulipa aitchisonii A.D.Hall
- Tulipa aitchisonii subsp. cashmiriana A.D.Hall
- Tulipa aitchisonii var. clusianoides Wendelbo
- Tulipa clusiana forma cashmeriana (A.D.Hall) Raamsd.
- Tulipa clusiana forma clusianoides (Wendelbo) S.Dasgupta & Deb
- Tulipa clusiana forma diniae Raamsd.
- Tulipa clusiana forma fernandezii (Blatt.) S.Dasgupta & Deb
- Tulipa clusiana forma porphyreochrysantha (Blatt.) S.Dasgupta & Deb
- Tulipa clusiana var. rubroalba (Brot.) Nyman
- Tulipa fernandezii Blatt.
- Tulipa hafisii Bornm. & Gauba
- Tulipa hispanica Willd. ex Schult. & Schult.f.
- Tulipa porphyreochrysantha Blatt.
- Tulipa rubroalba Brot. ([1]